# Verklaring van Great Barrington
De Verklaring van Great Barrington (Engels: Great Barrington Declaration) is een wetenschappelijk geformuleerde, maar controversiële verklaring waarin wordt gepleit voor een alternatieve benadering van de coronapandemie vergelijkbaar met de aanpak van onder andere Zweden en South Dakota. De verklaring pleit voor een 'gerichte bescherming' van degenen die het meeste risico lopen, en het milderen van de maatschappelijke schade van de coronamaatregelen, vooral dan de lockdown. 
Het document is opgesteld door drie geneeskundigen:
dr. Jay Bhattacharya (hoogleraar geneeskunde, economie en gezondheidsonderzoeksbeleid aan de Stanford Universiteit; directeur van Stanford's Center for Demography and Economics of Health and Ageing), 
dr. Sunetra Gupta (epidemioloog voor infectieziekten en hoogleraar theoretische epidemiologie aan de afdeling Zoölogie, Universiteit van Oxford) en dr. Martin Kulldorff (hoogleraar geneeskunde aan de Harvard Medical School, lid van de Drug Safety and Risk Management Advisory Committee van de Amerikaanse Food and Drug Administration en voormalig lid van de Vaccine Safety Subgroup van het Advisory Committee on Immunization Practices van de Amerikaanse Centers for Disease Control and Prevention) en werd op 4 oktober 2020 gepubliceerd in het American Institute for Economic Research (AIER) te Great Barrington (Massachusetts). 
Het AIER, dat politiek als libertair wordt gezien, schat de klimaatrisico's minder hoog in, en wijst op de welvaart die multinationals brengen via sweatshops. De verklaring werd nadien in ruimere kring ter ondertekening aangeboden. 
In de verklaring wordt gevraagd dat personen met een aanzienlijk lager risico om aan COVID-19 overlijden – en personen met een hoger risico die dit wensen – hun normale leven kunnen hervatten, naar hun gebruikelijke werkplek kunnen gaan in plaats van thuiswerk, en bars en restaurants, of sportieve en culturele evenementen kunnen bezoeken. De verklaring stelt dat een verhoogde besmetting van mensen met een lager risico kan leiden tot een opbouw van immuniteit bij de brede bevolking, hetgeen uiteindelijk ook degenen met een hoger risico zou beschermen tegen het SARS-CoV-2-virus.
In de verklaring wordt geen melding gemaakt van voorzorgsmaatregelen als fysieke afstand, mondkapjes, contact tracing, wel van handen wassen en isolement van zieken. Long covid, een slepende aandoening als gevolg van de infectie, wordt niet vermeld. Vaccinatie kan volgens de opstellers helpen, maar mag geen voorwaarde zijn om het sociaal leven open te stellen.
De Verklaring van Great Barrington werd al spoedig wereldwijd streng afgekeurd door medische overheden, waaronder de Wereldgezondheidsorganisatie, de Britse overheidsinstelling Scientific Advisory Group for Emergencies en de Amerikaanse immunoloog dr. Anthony Fauci. Volgens de WHO is blootstelling nooit gebruikt als strategie in het bestrijden van een uitbraak, laat staan een pandemie, en is het evenmin een ethisch verantwoorde methode in het bereiken van groepsimmuniteit.

## Steun
Hoewel volgens de opstellers de verklaring zelf niet is gepromoot of gefinancierd door derden, verwierf ze al spoedig steun uit politieke hoek, meer bepaald van de regering-Trump, van Brexit-politicus Nigel Farage, en van enkele conservatieve parlementsleden en journalisten.
Ook meer dan 63.000 wetenschappers en artsen zegden hun steun toe aan de verklaring.